# Bunhill Fields

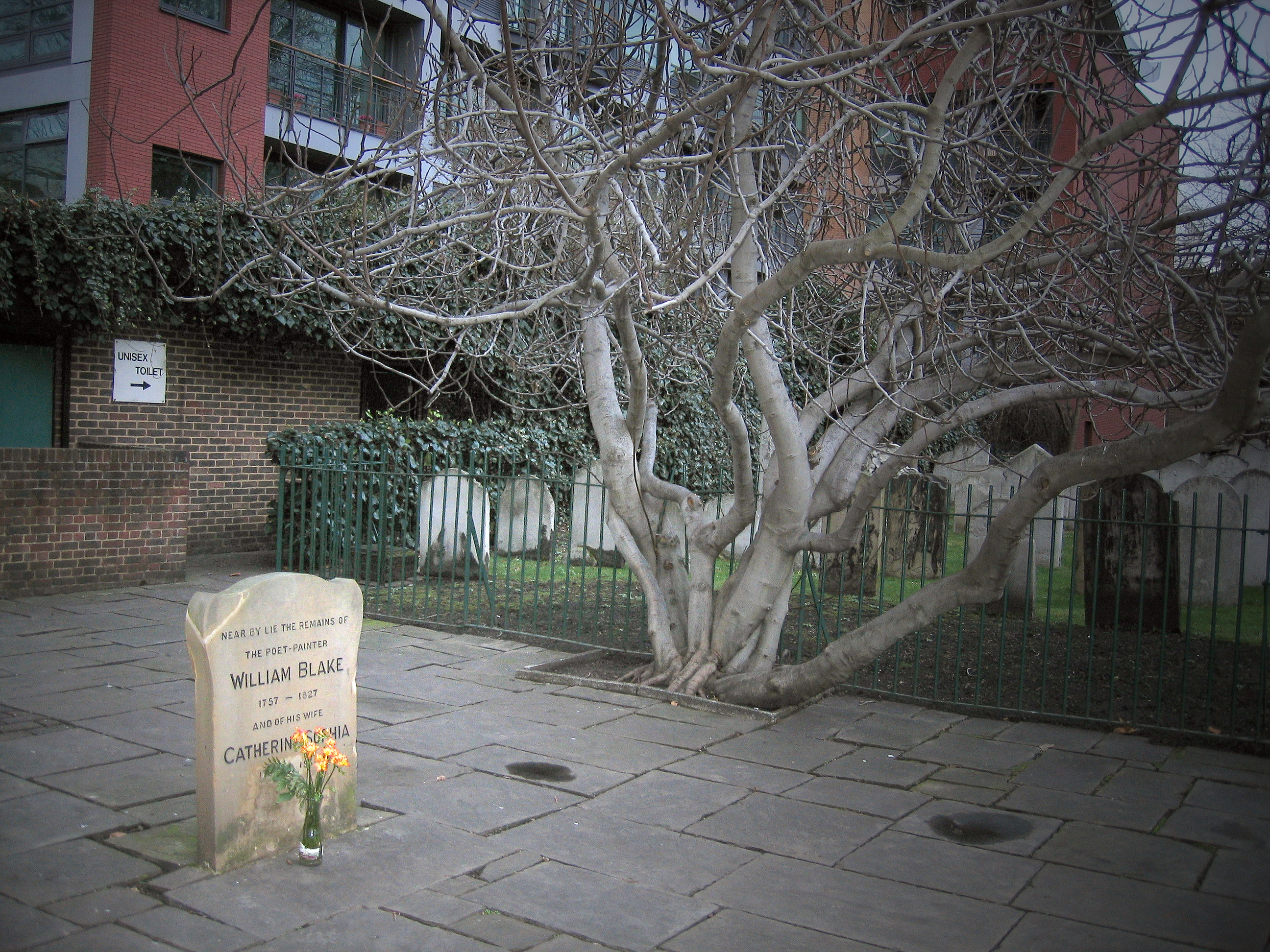
Lapide di William Blake in Bunhill Fields

Bunhill Fields (la dizione corretta è "Bunhill Fields Burial Ground") è una tranquilla oasi situata nel London Borough of Islington, frequentata da residenti, turisti e lavoratori in cerca di un attimo di tranquillità e per consumare il pasto nella pausa di mezzogiorno. 
È anche un luogo di grande interesse storico e religioso: Bunhill Fields è, infatti, terreno non consacrato che venne usato quale luogo di sepoltura per i non conformisti, i dissenzienti  e, in genere, per i non appartenenti alla Chiesa d’Inghilterra, quindi Battisti, Quaccheri, Metodisti e Presbiteriani.

## Storia
Il nome "Bunhill" deriva da Bone Hill, (collina delle ossa in lingua italiana) in quanto l'area fu usata come luogo di sepoltura sin dal tempo dei Sassoni. Nel 1665, durante la Grande peste, fu destinato all'uso di cimitero comune per seppellire i corpi che non potevano più essere contenuti nei cimiteri delle chiese. Fu usato fino al 1855, per circa 120.000 sepolture.
Nel 1867 un atto del Parlamento destino' Bunhill Fields a spazio aperto, mantenuto dalla 
Corporazione della City di Londra come area verde di pubblica fruizione.
In quell'epoca furono apportati anche dei miglioramenti con, tra l'altro, la messa a dimora
di alberi e la recinzione dell'area del cimitero. Danneggiato durante la seconda guerra mondiale dai bombardamenti tedeschi, fu ricostruito nel 1960. Il sito venne ridisegnato da uno dei più rinomati architetti paesaggisti dell'epoca, Peter Shepheard (1913–2002). Il cimitero contiene ora 2.333 monumenti, per la maggior parte semplici lapidi.

## Da visitare
Tombe di personaggi famosi, tra cui:
- William Blake (1757-1827), poeta, e sua moglie Catherine (1762-1831).
- John Owen  (1616-83), ministro congregazionale.
- Susanna Wesley  (1669-1742), madre di John e Charles Wesley.
- Daniel Defoe (1661-1731), autore di Robinson Crusoe.
- John Bunyan (1628-1688), autore di The Pilgrim's Progress. Sulla  sua tomba, la più elegante di Bunhill Fields, si vedono l'effigie dello stesso Bunyan (aggiunta nel 1862, durante i lavori di restauro) e alcuni bassorilievi con scene tratte dalla sua grande allegoria cristiana "The Pilgrim's Progress".
- Isaac Watts (1674-1748), autore di inni religiosi.
- Thomas Brooks (1608-1680) predicatore ed autore puritano.
- George Fox (1624-1691), fondatore della Society of Friends (Quaccheri) – nel “Giardino dei Quaccheri”, accanto alla Bunhill Fields Meeting House.
- Thomas Bayes (1702-1761), un matematico, statistico e ministro presbiteriano britannico.

La tomba, cappella e casa di John Wesley, fondatore del Metodismo, si trova in City Road. La leggenda vuole che John allineasse la sua cappella in modo che questa si fosse rivolta verso la tomba dell'adorata madre. In Banner Street si trova il Quaker Gardens (Giardino dei Quaccheri), altra antica sede di sepoltura.

## Biodiversità
Bunhill Fields Burial Ground è una preziosa oasi di verde in un'area urbana densamente popolata, e si è vista assegnare la sua prima Green Flag (bandiera verde) nel 2009.
Alcune tombe sono protette da inferriate. 
La stazione della metropolitana più vicina è quella di Moorgate servita da Circle Line, Hammersmith & City Line, Metropolitan Line e Northern Line.